# Edward Moran

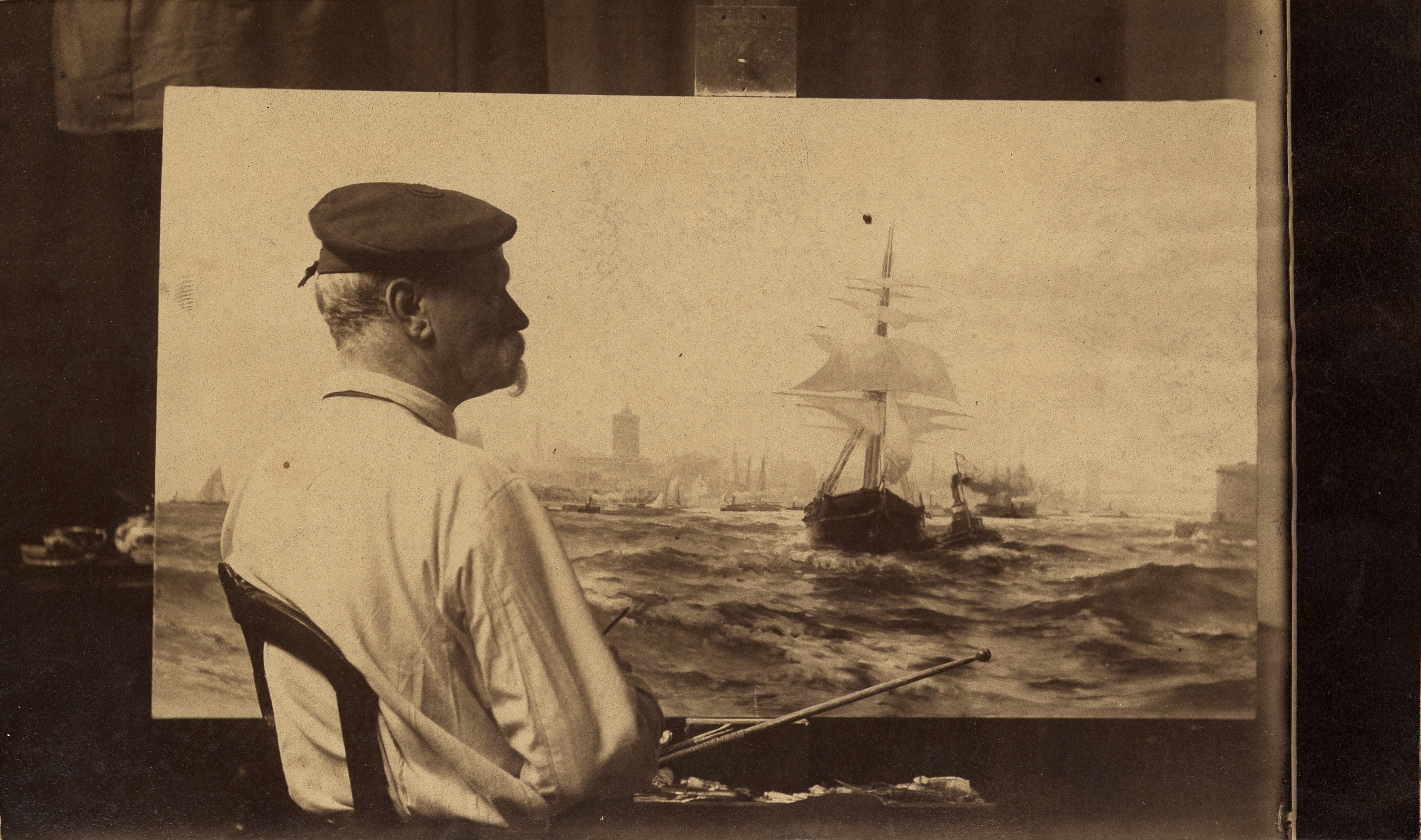
Edward Moran

Edward Moran (* 19. August 1829 in Bolton, Greater Manchester; † 8. Juni 1901 in New York City) war ein US-amerikanischer Maler englischer Abstammung.

## Leben
Als Edward Moran 15 Jahre alt war, emigrierte seine Familie von England in die Vereinigten Staaten und ließ sich zunächst in Philadelphia nieder. Nach kurzer Betätigung in der väterlichen Weberei widmete sich Edward Moran fortan seinem künstlerischen Werk. Moran, der viel reiste, lernte ab 1862 an der Royal Academy of Arts in London. 1872 eröffnete er sein erstes Atelier in New York, ab 1878 verbrachte er erneut viel Zeit in Europa und lebte einige Jahre in Paris.
Er widmete sich der Historienmalerei, mit einigen seiner Ölgemälde wollte er die Geschichte der Seefahrt festhalten und galt als einer der besten Marinemaler seiner Zeit. Viele Familienmitglieder Morans waren ebenfalls Maler, wie etwa seine Brüder Peter und Thomas Moran oder seine beiden Söhne Léon (1864–1941) und Percy. Edward Moran war Mitglied der Pennsylvania Academy of the Fine Arts, der Royal Watercolour Society sowie ab 1873 Associate Member der National Academy und verstarb im Alter von 71 Jahren in New York City.

## Galerie

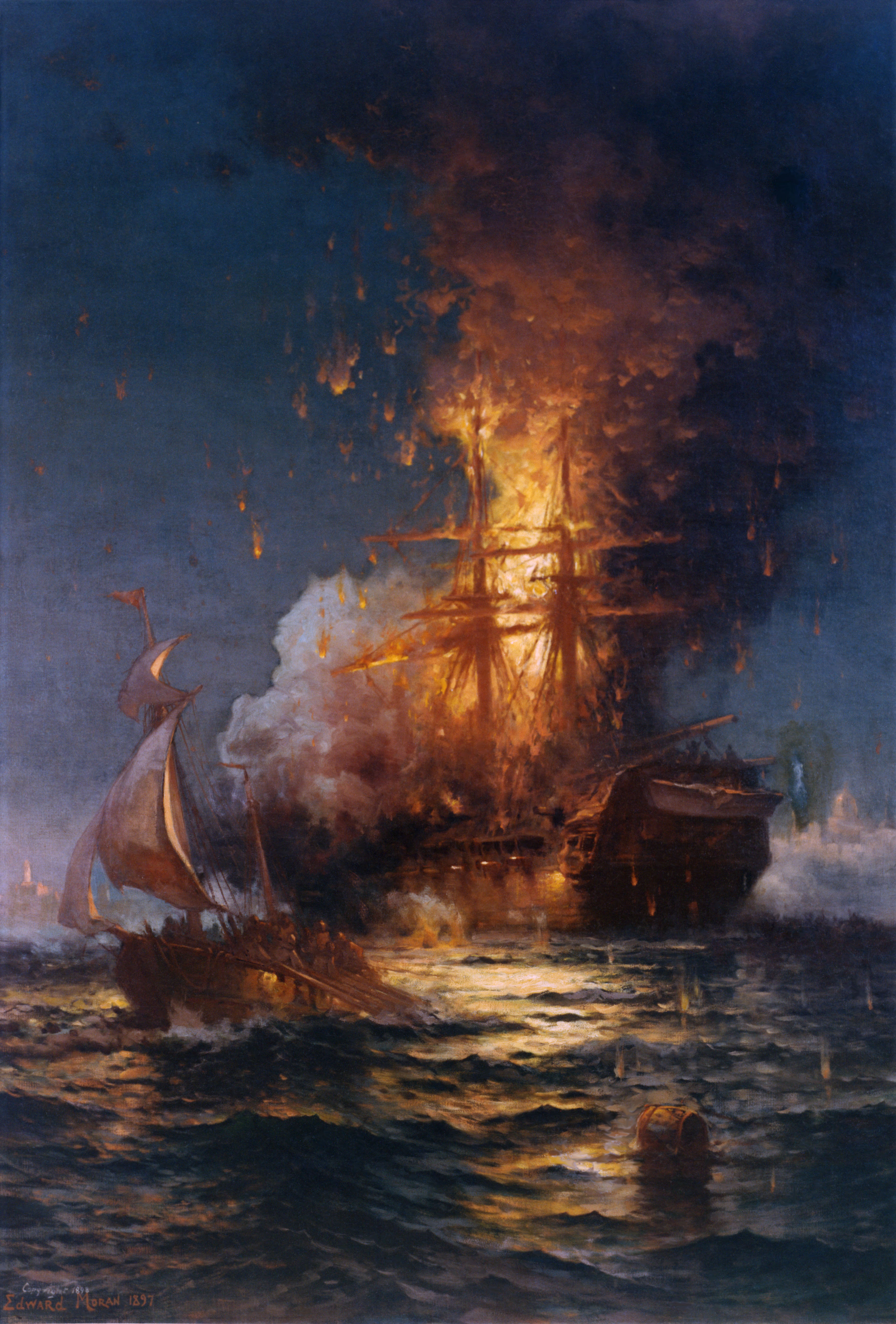
Die brennende Fregatte, Edward Moran, 1897
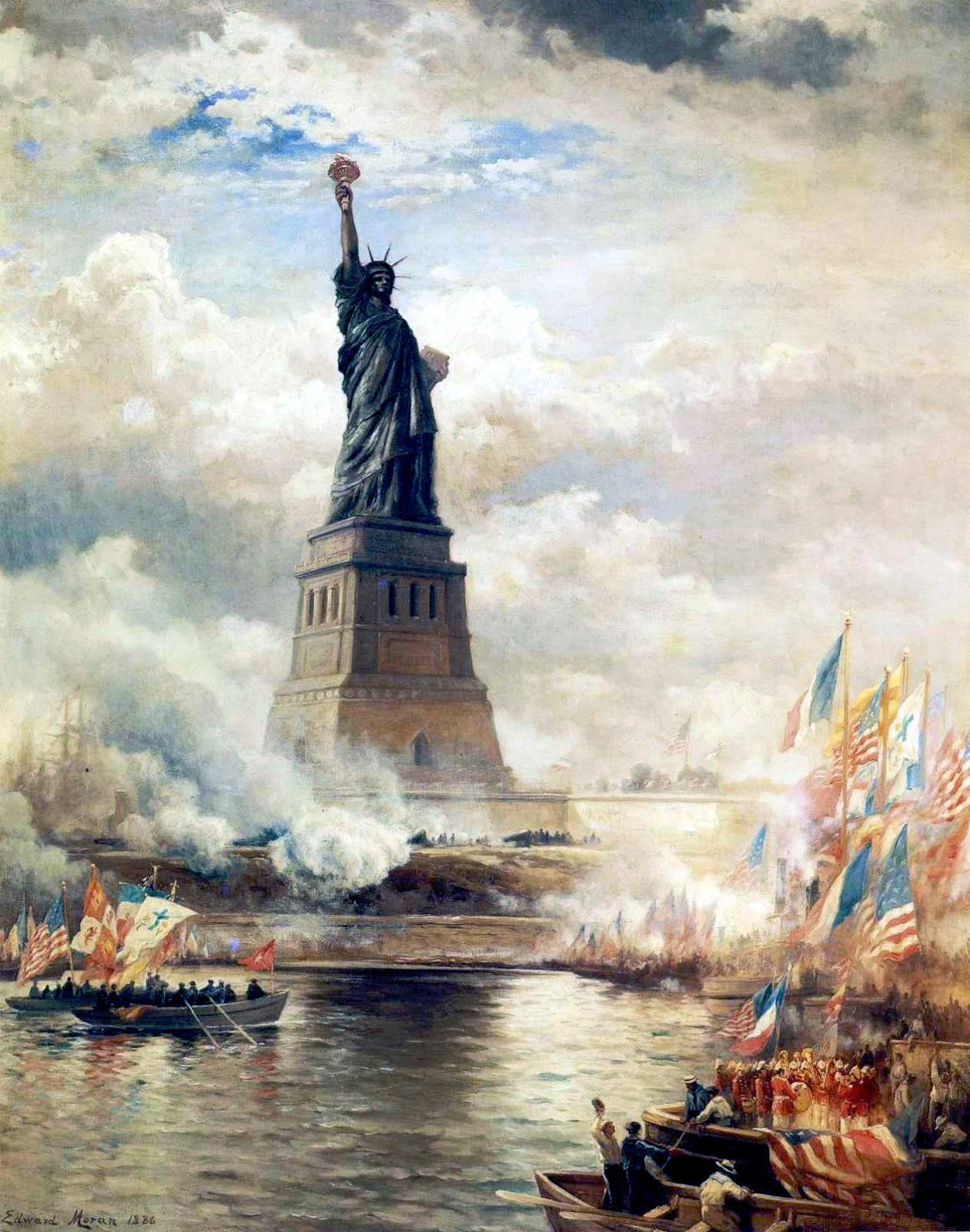
Enthüllung der Freiheitsstatue, Edward Moran, 1886